# Tonite
 (octobre 2012).
Si vous disposez d'ouvrages ou d'articles de référence ou si vous connaissez des sites web de qualité traitant du thème abordé ici, merci de compléter l'article en donnant les références utiles à sa vérifiabilité et en les liant à la section « Notes et références ».
Tonite est le premier album studio du chanteur américain Bradley Cole. Il est sorti en 1994 chez AB Disques/BMG et fut enregistré durant l'été 1994 dans les studios mythiques Sixteen Avenue Sound de Nashville aux États-Unis.

Il s'agit d'un album aux sonorités "rock/country/blues"  avec lequel le chanteur, également acteur dans la sitcom Les Filles d'à côté sur TF1, se produit sur la scène du Bataclan de Paris les 8 et 9 octobre 1994.

## Liste des chansons
1. Tonite
2. Take my hand
3. Here comes my baby
4. Time goes by
5. Ran into luck
6. Days without you
7. I'm leaving
8. She's gone
9. Give her love
10. Who do you love
11. Not fade away
12. Crazy
13. Reviens donc chez nous

## Singles
- 1994 : Reviens donc chez nous
- 1995 : Tonite
- 1995 : I'm leaving

## Crédits
- Paroles : Bradley Cole
- Musiques : Bradley Cole / M.Ashton

## Musiciens
- Clavier : Gérard Salesses
- Basse : Dan Kerce
- Batterie : Craig Kramps
- Guitare : Kenny Greenberg
- Piano : Ronnie Caudsrey
- Guitares : Jack Pearson / Claude Samard
- Pedal steel guitare : Bruce Mouton
- Fiddle (Violon) : Greg Goehring
- Choristes : Francine Chantereau / Martine Latorre / Michel Costa
- Ingénieurs du son : Mike Griffith / Pete Martinez / Jean-Louis Maille